# Filippo Cevasco
Filippo Cevasco (Rosso di Davagna, 17 dicembre 1889 – Lago Maggiore, 2 giugno 1914) è stato un aviatore italiano, pilota collaudatore della Aeroplani Gabardini  e detentore di alcuni primati mondiali negli anni dieci del XX secolo.

## Biografia
Nacque nella piccola frazione di Rosso del comune di Davagna, provincia di Genova, il 13 settembre 1889, figlio di Antonio e Maria Ricci. Dopo aver lavorato nel negozio della madre, emigrò successivamente in Argentina dove lavorò come barista e lì si appassionò al mondo dell'aviazione. Per pagarsi il brevetto di pilota andò a lavorare come torero e appena raggiunse la cifra che gli serviva per frequentare la scuola di pilotaggio Morane-Saulnier partì per la Francia, raggiungendo Mourmelon-le-Grand.
Assunto come meccanico presso la scuola di volo non riuscì a completare il corso, e nell’ottobre 1912 rientrò in Italia dove conseguì il brevetto di pilota frequentando la scuola di Torino-Mirafiori. Tornato in Francia acquistò un velivolo Morane-Saulnier con motore Gnôme da 50 hp, con il quale il 13 marzo 1913 volò da Torino a Genova, dove atterrò sulla spianata del Bisagno, per ripartire qualche giorno dopo alla volta di Roma.

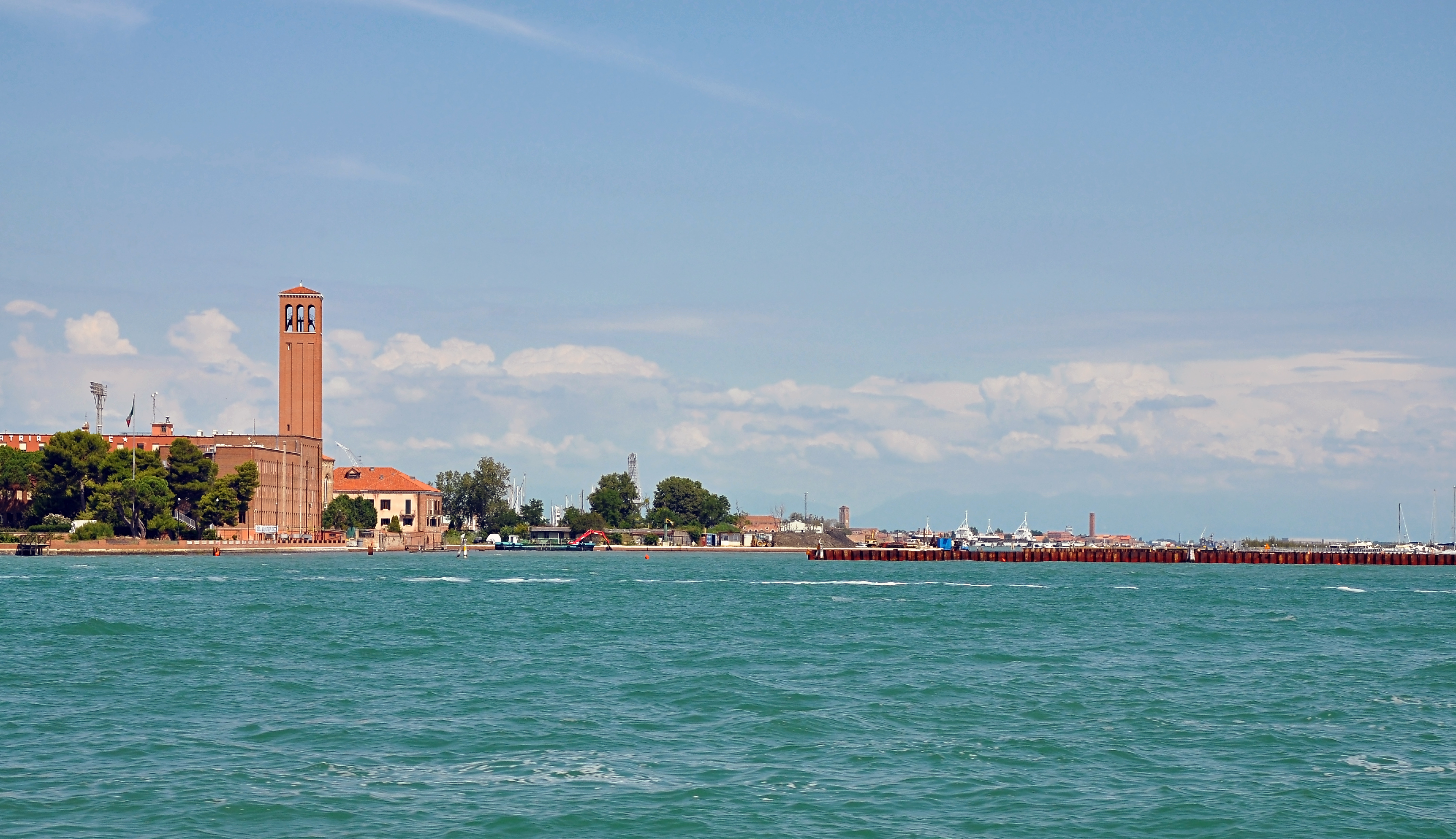
Vista dell'isola di Sant'Elena (Venezia), dove Filippo Cevasco effettuò un atterraggio d'emergenza il 27 maggio 1913.

L'aereo andò perduto il giorno 2 aprile, quando precipitò in località Arnaccio, in Toscana, a causa di un banco di nebbia. Egli rimase illeso ma il velivolo andò praticamente distrutto. L’imprenditore Giuseppe Gabardini lo ingaggiò come pilota collaudatore, tanto che il 27 maggio successivo conseguì il record mondiale di volo con un passeggero volando da Milano a Roma su monoplano Gabardini insieme a Delaye.  Il 1 agosto stabilì quelli di durata e distanza con quattro passeggeri volando da Milano a Venezia. A bordo del velivolo vi erano oltre a lui, l'industriale Alberto Pirelli, il Segretario generale del Touring Club Italiano Arturo Mercanti e il capo meccanico della Gabardini Edmond Desbruères.  Tra il 14 e il 26 dicembre batté il record per idrovolanti con il raid Sesto Calende-Genova-Monaco-Roma. Il 2 giugno 1914, all'età di venticinque anni, precipitò nel Lago Maggiore durante un volo di prova con un velivolo Gabardini equipaggiato con motore da 80 hp in vista della conquista del nuovo record mondiale di altitudine. Rimasto incastrato nell'aereo morì annegato, e il suo corpo, recuperato con l'aiuto di alcuni palombari fu in seguito trasportato a Staglieno (Genova) dove avvennero i funerali. Le sue spoglie riposano ora nel cimitero di Rosso (Davagna).
Il 14 settembre 2014, in località Scagge dove si trovava la sua casa natale, fu inaugurata una targa per onorarne la memoria. Una via di Genova, una di Bargagli e una di Sesto Calende portano il suo nome.

### Annotazioni
1. ↑  La madre gestiva una latteria, e lui vi lavorò come garzone di bottega.
2. ↑  All'epoca era un lavoro ben retribuito a causa dei rischi, e infatti, Cevasco finì incornato al dorso e a una spalla, ma sopravvisse.
3. ↑  Il monoplano Gabardini dovette effettuare un atterraggio di emergenza sull'isola di Sant'Elena.
4. ↑  I resti dell’idrovolante sono conservati nella sala del consiglio comunale di Davagna.

### Fonti
1. 1 2 3 4 5 6 7 8  Gens Ligustica n.9, 6 marzo 2011, p. 11.
2. ↑  Brevetto n.183 del 23 ottobre 1912.
3. 1 2 3  Mancini 1936, p. 174.
4. ↑  Gazzetta dello Sport, 21 marzo 1913.
5. ↑  Ciampaglia 2014, p. 72.
6. ↑  Il Secolo XIX, mercoledì 3 giugno 1914, pag.1.